# Лукас Вілашек
Лукас Вілашек (нім. Lukas Wilaschek; 30 квітня 1981, Катовиці) — німецький професійний боксер сілезького походження, призер чемпіонатів Європи серед аматорів.

## Ранні роки
Лукас Вілашек народився у Польщі. Наприкінці 1980-х років батьки Лукаса разом з дітьми емігрували до Німеччини, де Лукас зайнявся боксом.

## Аматорська кар'єра
2000 року Лукас Вілашек став чемпіоном Німеччини.
На чемпіонаті світу 2001 програв у другому бою Сеч'ю Павелл (США).
На чемпіонаті Європи 2002 завоював срібну медаль.
- У 1/16 фіналу переміг Анатолія Кавтарадзе (Грузія) — 18-9
- У 1/8 фіналу переміг Джавіда Тагієва (Азербайджан) — 22-8
- У чвертьфіналі переміг Кая Тверберга (Норвегія) — 23-8
- У півфіналі переміг Івана Гайвана (Молдова) — 26-13
- У фіналі програв Андрію Мішину (Росія) — RSCO 2

На кваліфікаційному чемпіонаті Європи 2004 зайняв друге місце і крім срібної нагороди отримав путівку на Олімпійські ігри 2004.
- У 1/16 фіналу переміг Мішеля Генротіна (Бельгія) — RSCO 3
- У 1/8 фіналу переміг Сердара Устюнера (Туреччина) — 39-25
- У чвертьфіналі переміг Томаса Адамека (Чехія) — 36-31
- У півфіналі переміг Енді Лі (Ірландія) — 28-17
- У фіналі програв Гайдарбеку Гайдарбекову (Росія) — RSCO 3

На Олімпійських іграх 2004 переміг в першому бою Джеймі Піттмена (Австралія) — 24-23, а у другому поступився Олегу Машкіну (Україна) — 24-34.

## Професіональна кар'єра
Після Олімпіади Лукас Вілашек перейшов до професійного боксу. Впродовж кар'єри провів 23 боя, в яких здобув 22 перемоги. 9 грудня 2008 року в бою за вакантний титул інтернаціонального чемпіона за версією WBC у другій середній вазі програв співвітчизнику Роберту Штігліцу. У квітні 2009 року після тренування у Вілашека діагностували крововилив у мозок, через що після одужання він завершив боксерську кар'єру.